# Elsa Maxwell

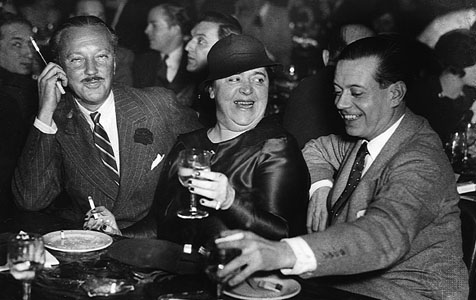
Elsa Maxwell (Mitte), mit William Rhinelander Stewart (links) und Cole Porter, 1934

Elsa Maxwell (* 24. Mai 1883 in Keokuk, Iowa; † 1. November 1963 in New York City) war eine US-amerikanische Journalistin.

## Leben
Elsa Maxwell wurde als Tochter schottischer Emigranten im US-Bundesstaat Iowa geboren und kam als Kleinkind nach Kalifornien. Im Alter von 14 Jahren verließ sie die Schule und schloss sich einer Shakespeare-Theatertruppe an. Im Jahr 1905 wechselte sie zum Varieté und ging auf Europa-Tournee. Auf ihren Reisen lernte Maxwell wichtige Personen der gehobenen Gesellschaft kennen und baute sich ein Netzwerk von Bekanntschaften in diesen Kreisen auf. Nach einem festlichen Abendessen für Arthur Balfour, den späteren 1. Earl of Balfour, im Hotel Ritz in Paris etablierte sie sich ab 1919 als Gastgeberin der High Society. Für den europäischen Hoch- und Geldadel organisierte sie Bankette, Tanzbälle, Gartenpartys, Kostümfeste, Golfturniere an der französischen Riviera und internationale Motorboot-Regatten in Venedig und lieferte damit Stoff für die Gesellschaftsspalten der Zeitungen.
In den frühen 1930er Jahren kehrte Maxwell nach New York zurück und setzte ihre Karriere als erfahrene Gastgeberin fort. Den illustren Party-Klatsch gab sie anschließend in ihren täglichen Kolumnen in unzähligen Zeitungen und im Rundfunk (Elsa Maxwell's Party Line) zum Besten. Ende der 1930er Jahre zog sie nach Hollywood und wurde zu einer der bekanntesten Gesellschaftsreporterinnen ihrer Zeit. Sie stand im Ruf, mittels ihrer Artikel über Aufstieg und Fall von Hollywoodgrößen zu entscheiden.

## Trivia
- Elsa Maxwell wird als Urmutter des Boulevardjournalismus betrachtet.
- Auf einer Gartenparty im Jahr 1948 stellte Maxwell der Schauspielerin Rita Hayworth den Sohn von Aga Khans III.vor, den britisch-indischen Prinzen Ali Khan, den Hayworth später heiratete.
- Eine innige Freundschaft, die fälschlich für eine lesbische Beziehung gehalten wurde, pflegte Maxwell mit der Sängerin Maria Callas.
- Maxwell machte Callas mit dem Großreeder Aristoteles Onassis bekannt. Die Liebesbeziehung, die sich daraus ergab, sorgte bis zu Onassis’ Eheschließung mit Jacqueline Kennedy im Oktober 1968 für Schlagzeilen in der internationalen Presse.